# Sorex veraepacis
La musaraña de Verapaz (Sorex veraepacis) es una especie de soricomorfo que pertenece a la familia de las musarañas (Soricidae). Es nativa de México y Guatemala.

## Distribución
Su área de distribución incluye Guerrero, Oaxaca, Chiapas y el centro y occidente de Guatemala. Su rango altitudinal oscila entre 1800 y 3100 m s. n. m.